# Hakea stenocarpa
Hakea stenocarpa (лат.) — кустарник, вид рода Хакея (Hakea) семейства Протейные (Proteaceae). Эндемик округов Средне-Западный, западного Уитбелта и Пиил на юго-западе Западной Австралии. 

## Ботаническое описание
Hakea stenocarpa — небольшой округлый многоствольный кустарник, обычно вырастающий до 0,3–1 м в высоту и образующий лигнотубер. Ветви более или менее гладкие во время цветения. Соцветие представляет собой одну кисть из 14-20 сладких душистых белых, кремово-белых или жёлтых цветков в пазухах листьев в верхних веточках. Гладкие цветоножки кремово-белые, околоцветники кремово-белые и пестик длиной 4,4–5 мм. Линейные листья имеют длину 6–11 см и ширину 2–7 мм с выступающей бледно-жёлтой продольной средней жилкой. Листья обычно скручиваются в восходящую спираль. В отличие от большинства видов хакей, плоды длинные, узко-яйцевидные, длиной 2,8–3 см и шириной 0,6–0,8 см, сужающиеся к заострённому клюву. Плоды грубые и бородавчатые в местах прикрепления к ветвям.

## Таксономия
Вид Hakea stenocarpa был описан Робертом Брауном в 1830 году, а описание было опубликовано в Supplementum primum prodromi florae Novae Hollandiae. Видовой эпитет — от греческих слов stenos, означающих «узкий», и carpa, означающих «фрукт», ссылаясь на форму фрукта. Правильное слово для фруктов в древнегреческом, однако, karpos (греч. καρπός).

## Распространение и местообитание
H. stenocarpa растет в пустошах, низменных кустарниках и лесных массивах на глубоких песках, суглинках, глине и гравии, иногда над латеритом. Требует хорошо дренированного участка на солнце или в полутени. Декоративный кустарник, может использоваться для закрепления почвы.

## Охранный статус
Вид Hakea stenocarpa классифицируется как «не угрожаемый» Департаментом парков и дикой природы правительства Западной Австралии.